# 웨이청구 (셴양시)

웨이청구(한국어: 위성구, 중국어: 渭城区, 병음: Wèichéng Qū)는 중화인민공화국 산시성 셴양시의 현급 행정구역이다. 넓이는 272km2이고, 인구는 2007년 기준으로 410,000명이다.

## 행정 구역
4개 가도, 6개 진을 관할한다.
- 가도: 中山街道, 文汇路街道, 新兴街道, 渭阳街道.
- 진: 渭城镇, 窑店镇, 正阳镇, 周陵镇, 底张镇, 北杜镇.